# Pseudophoxinus burduricus
Espèce
Statut de conservation UICN

 EN B1ab(i,ii,iii) : En danger
Pseudophoxinus burduricus (Burdur spring minnow en anglais) est un poisson d'eau douce de la famille des Cyprinidae.

## Répartition
Pseudophoxinus alii est endémique de Turquie où cette espèce se rencontre dans le bassin du lac de Burdur.

## Description
La taille maximale connue pour Pseudophoxinus burduricus est de 87 mm.

## Étymologie
Son nom spécifique, burduricus, lui a été donné en référence au lieu de sa découverte, la province de Burdur.

## Publication originale
- Küçük, Gülle, Güçlü, Çiftçi & Erdoğan, 2013 : A new Pseudophoxinus (Teleostei, Cyprinidae) species from southwestern Anatolia, with remarks on the distribution of the genus in western Anatolia. ZooKeys, n. 320, p. 29-41[4] (texte intégral).